# Rocca d'Arce
Rocca d'Arce és un comune (municipi) de la província de Frosinone, a la regió italiana del Laci, situat a uns 100 km al sud-est de Roma i a uns 20 km al sud-est de Frosinone.
Rocca d'Arce limita amb els municipis d'Arce, Colfelice, Fontana Liri, Roccasecca i Santopadre.
A 1 de gener de 2019 tenia 948 habitants.